# Wilkesboro
Wilkesboro é uma cidade  localizada no estado norte-americano de Carolina do Norte, no Condado de Wilkes.

## Demografia
Segundo o censo norte-americano de 2000, a sua população era de 3159. habitantes
Em 2006, foi estimada uma população de 3195, um aumento de 36 (1.1%).

## Geografia
De acordo com o United States Census Bureau tem uma área de
14,3 km², dos quais 14,3 km² cobertos por terra e 0,0 km² cobertos por água. Wilkesboro localiza-se a aproximadamente 404 m acima do nível do mar.

## Localidades na vizinhança
O diagrama seguinte representa as localidades num raio de 12 km ao redor de Wilkesboro.